# Henry Clay
Henry Clay (Contea di Hanover, 12 aprile 1777 – Washington, 29 giugno 1852) è stato un politico statunitense.
Rappresentò il Kentucky sia alla Camera dei rappresentanti che al Senato. Noto per la sua abilità a spingere gli interlocutori verso un accordo, fu fondatore e leader del Partito Whig e un forte sostenitore di programmi (denominati "sistema americano") per modernizzare l'economia, attraverso l'introduzione di tariffe per proteggere le industrie, la creazione di una banca nazionale e l'intervento del governo federale per promuovere la costruzione di canali, ferrovie e porti.
Presidente della Camera, fu capo dei falchi che spinsero il Congresso alla Guerra del 1812 contro la Gran Bretagna. Fu Segretario di Stato tra il 1825 e il 1829, sotto la Presidenza di John Quincy Adams. Nonostante il fallimento dei suoi numerosi tentativi di essere eletto presidente, Clay spesso definì l'agenda politica del paese al tempo del Secondo sistema dei partiti. Ebbe un notevole successo nel condurre in porto compromessi sul tema della schiavitù, soprattutto nel 1820 e nel 1850. Fece parte del cosiddetto "Grande Triumvirato" assieme a Daniel Webster e a John C. Calhoun.
Nel 1957 un comitato senatoriale presieduto da John F. Kennedy inserì Clay tra i cinque più grandi senatori della storia statunitense.

## Biografia
Clay nacque il 12 aprile 1777 nella fattoria di famiglia in Virginia. Era il settimo di nove figli. Il padre John morì tre anni dopo, lasciando la moglie Elizabeth Hudson Clay nella difficile situazione di crescere i figli. Elizabeth si risposò presto con il capitano Henry Watkins, che si dimostrò un padre adottivo affettuoso con Clay.
Il giovane ricevette un'istruzione elementare da un maestro privato inglese, prima di essere assunto come commesso in un negozio di Richmond. In seguito trovò lavoro presso il Cancelliere della Virginia, dove dimostrò un'innata abilità a comprendere e risolvere le questioni giuridiche. Il cancelliere Theodore Wythe divenne suo amico e, nonostante Clay fosse un semplice impiegato, gli procurò un posto presso il Procuratore generale della Virginia. Lì Clay svolse la pratica legale e nel 1797 divenne avvocato.
Si mise dunque alla ricerca di un luogo in cui potesse esercitare la sua professione e, nel novembre di quello stesso anno, si trasferì a Lexington, nel Kentucky. Ben presto si affermò, grazie alle capacità legali e all'abilità oratoria.

### Presidente della Camera
Nel 1812 Clay venne eletto alla Camera dei rappresentanti degli Stati Uniti e, poiché le sue doti di leadership erano già note, fu eletto speaker (presidente della Camera). Nel corso dei successivi quattordici anni fu rieletto alla Camera e alla sua presidenza per cinque volte.
Prima di Clay, la carica di speaker era stata collegata più che altro a funzioni di mediazione e di sorveglianza del rispetto dei regolamenti parlamentari. Egli trasformò la presidenza in una posizione di potere seconda solo a quella del presidente. Come leader al Congresso del Partito Democratico-Repubblicano Clay prese a controllare gli ordini del giorno. Era un War Hawk, la fazione dei falchi che spingevano alla guerra contro l'Impero britannico. Nominò immediatamente membri della fazione dei falchi (di cui era il capo) alla guida di tutte le commissioni più importanti, cosa che gli procurò un effettivo controllo sui lavori parlamentari. La sua presidenza fece la storia del Congresso e la sua tattica politica lo aiutò sia a portare avanti le cause politiche che gli stavano a cuore, che a raggiungere i traguardi che gli poneva la sua ambizione.
Dopo la Guerra del 1812, fu tra i negoziatori e i firmatari del trattato di Gand (siglato il 24 dicembre 1814), che stabilì la pace con il Regno Unito. Nel 1815, mentre si trovava ancora in Europa, collaborò ai negoziati per un trattato commerciale con lo stesso Regno Unito.
Clay, credendo che i neri liberi non potessero mai amalgamarsi con i bianchi, a causa di un "invincibile pregiudizio dovuto al colore della loro pelle", cercò di risolvere i problemi della loro integrazione appoggiando la American Colonization Society, un'associazione che promuoveva il ritorno degli schiavi liberati in Africa. Il 21 dicembre 1816 Clay presiedette un incontro della Società al Davis Hotel di Washington. Alla riunione presero parte Robert Finley, James Monroe, Bushrod Washington, Andrew Jackson, Francis Scott Key e Daniel Webster.

### Il sistema americano
Dopo la guerra del 1812, Clay e John C. Calhoun si adoperarono per l'approvazione della legge sui dazi del 1816, includendola in un piano economico nazionale che lo stesso Clay definì "Sistema americano". Il Sistema aveva le sue radici nel programma che Alexander Hamilton aveva seguito come ministro del Tesoro nei primi anni dell'indipendenza. Clay voleva che il settore manifatturiero statunitense, ancora agli inizi e concentrato sulla costa atlantica, potesse competere con le industrie della Gran Bretagna. Quando la fine della guerra aveva riaperto il mercato americano a queste ultime, infatti, le importazioni dei loro prodotti avevano immediatamente invaso i porti degli Stati Uniti, mettendo in crisi gli operatori locali. L'aumento dei dazi doganali proposto da Clay, quindi, non era tanto diretto ad incrementare le entrate tributarie, quanto a stimolare la produzione attraverso il protezionismo.
Per far sì che gli Stati occidentali appoggiassero la nuova legge (osteggiata dai piantatori di cotone del Sud e dagli armatori del Nuova Inghilterra, che temevano una contrazione dei traffici transatlantici), Clay e Calhoun si impegnarono per il finanziamento federale ai lavori pubblici di infrastrutture, soprattutto strade e canali. I fondi per questi progetti sarebbero giunti dai dazi e dalla vendita di terre pubbliche, il cui prezzo avrebbe dovuto essere tenuto alto per generare maggiori introiti.
Venne anche creata una banca nazionale, per stabilizzare il corso della moneta e consentire la nascita di un sistema finanziario nazionale. Calhoun fece approvare una legge che destinava alla costruzione di strade e canali anche il milione e mezzo di dollari che la Banca avrebbe pagato per ottenere la concessione, ma il presidente James Madison pose il veto e, in seguito, l'impulso federale alla realizzazione di infrastrutture venne limitato a poche strade di rilevanza nazionale, lasciando agli Stati e ai privati l'onere di sviluppare le strade locali e il sistema dei canali.
Il Sistema americano fu inizialmente sostenuto sia dal Nord che dal Sud. Con la legge sui dazi del 1828 il Sud cambiò idea. Nei decenni seguenti, la questione doganale fu uno dei molti fattori di divisione tra Nord e Sud (e anche, sotto altri aspetti, tra Est e Ovest) che avrebbero portato alla guerra civile.

### Il Compromesso del Missouri
Nel quadro dei rapporti sempre più tesi tra Nord e Sud, durante il 1820 si accese una grave disputa sull'estensione della schiavitù nel Territorio del Missouri, che si apprestava a diventare Stato. Il Territorio era abitato in prevalenza da coloni originari del Sud e la Costituzione proposta per il nuovo Stato riconosceva la schiavitù. Ciò avrebbe dato agli Stati schiavisti la maggioranza in Senato, mentre nella Camera dei rappresentanti il rapporto di forze era ormai sbilanciato a favore degli Stati "liberi", che avevano una popolazione maggiore e in più rapida crescita.
Clay aiutò a risolvere la contesa facendo approvare il "compromesso del Missouri". Questo previde che il Maine, fino ad allora parte del Massachusetts, divenisse uno Stato a sé stante. Poiché il Maine era "libero", il Missouri poté essere ammesso come Stato schiavista, mantenendo il bilanciamento in Senato (11 Stati schiavisti e 11 liberi). Il "compromesso" previde inoltre che a Nord del parallelo a 36°30' (la frontiera settentrionale dell'Arkansas) la schiavitù fosse proibita, tranne che nel Missouri.

### Segretario di Stato
Alle elezioni presidenziali del 1824 il Partito Democratico-Repubblicano (che dal 1820 era rimasto l'unico partito su base nazionale) non era riuscito a presentare un unico candidato. Clay venne candidato dal parlamento del suo Stato, ma non ebbe troppa fortuna: con appena 37 voti elettorali, risultò ultimo dei quattro candidati, tutti democratico-repubblicani. Poiché però nessun candidato ottenne la maggioranza assoluta dei voti elettorali, l'elezione del presidente, secondo la Costituzione, era demandata alla Camera dei rappresentanti, di cui Clay era speaker. Essa doveva scegliere tra i primi tre candidati: Andrew Jackson, John Quincy Adams e.William Crawford. Sebbene Jackson, popolare eroe di guerra, avesse ottenuto sia la maggioranza relativa dei voti espressi nel Paese che il numero più alto di grandi elettori, la scelta cadde su Adams, figlio del secondo presidente. L'appoggio di Clay fu determinante per l'elezione e Adams lo nominò Segretario di Stato. I sostenitori di Jackson chiamarono quanto era accaduto "the corrupt bargain", "il mercanteggiamento degenerato", a significare che il voto popolare era stato tradito dall'accordo tra il nuovo presidente e Clay.
La fazione jacksoniana iniziò così ad organizzare una struttura nazionale che consentisse la rivincita alle presidenziali del 1828, struttura da cui sarebbe nato il Partito Democratico (la denominazione "Democratici" sarebbe stata adottata dal 1834, in precedenza il gruppo politico di Jackson era noto come Repubblicani Democratici). Clay ed Adams contrapposero una loro organizzazione, denominata dei Repubblicani Nazionali che, unita ad altri gruppi politici minori, avrebbe formato, a partire dal 1832, il Partito Whig.
Andrew Jackson si coalizzò con Martin Van Buren e, nel 1828, riuscì finalmente a diventare presidente.

### La crisi abrogazionista
La legge sui dazi del 1828 aveva aumentato considerevolmente le tariffe doganali, nel tentativo di proteggere le industrie nate grazie al protezionismo. La norma, che estendeva la protezione anche ad alcuni prodotti agricoli come la lana e la canapa, incontrò aspre resistenze al Sud, soprattutto da parte della Carolina del Sud, la cui maggiore produzione agricola, il cotone, stava affrontando un momento di crisi. Per difendere gli interessi di quello Stato, Calhoun elaborò la cosiddetta teoria abrogazionista, o della "nullificazione", secondo la quale uno Stato aveva il potere, attraverso una Convenzione, di impedire che una legge federale ritenuta incostituzionale fosse applicata nel proprio territorio.
Nel 1832, di fronte a un'ulteriore riforma dei dazi, la Carolina del Sud intraprese la strada della sospensione. Una convenzione appositamente eletta dichiarò l'incostituzionalità delle leggi sui dazi emanate quell'anno e nel 1828, proibì l'esazione dei dazi federali nello Stato e minacciò la secessione nel caso il governo centrale avesse cercato di imporre l'applicazione delle leggi con la forza. Come risposta il presidente Jackson minacciò di invadere la Carolina del Sud e di impiccare qualsiasi uomo che si fosse rifiutato di obbedire alla legge.
Clay, che nel 1831 era stato eletto nuovamente al Senato in rappresentanza del Kentucky, agevolò la risoluzione della crisi, impostando un accordo che avrebbe gradualmente abbassato i dazi. Il compromesso riuscì a riaffermare la supremazia del governo federale su quello degli Stati e ad evitare uno scontro che poteva avere gravi conseguenze, ma i suoi caratteri ambigui (in fondo, il governo federale aveva mutato la sua politica a causa delle proteste di un solo Stato) contribuirono ad aggravare la crescente contrapposizione tra il Nord e il Sud sui temi dell'economia e della schiavitù.

### Candidature alla presidenza
Clay era ormai uno dei principali leader nazionali del Partito Whig. Il suo programma politico era sempre incentrato sull'unificazione economica del territorio e sullo sviluppo industriale secondo i canoni del sistema americano. Si candidò alla presidenza per ben cinque volte, ma non venne mai eletto.
Dopo la campagna presidenziale del 1824, in cui Clay fu candidato assieme John Quincy Adams, Andrew Jackson e William Crawford (tutti e quattro per il Partito Democratico - Repubblicano), arrivando ultimo, alle elezioni presidenziali del 1832 Clay venne candidato dai Repubblicani nazionali, contrapponendosi al presidente uscente, il democratico Jackson. Tema principale della campagna fu quello della Seconda banca degli Stati Uniti. Jackson ottenne un'ampia vittoria (il 54,2% del voto popolare contro il 37,4% di Clay).
Nel corso della campagna elettorale per le elezioni presidenziali del 1840 Clay tentò di ottenere la nomination dei Whig, ma la convenzione nazionale del partito gli preferì William Henry Harrison, eroe delle guerra del 1812, a cui erano attribuite maggiori possibilità di vittoria. Harrison in effetti vinse le elezioni, ma si ammalò subito da una grave malattia respiratoria (al tempo si sostenne che si fosse ammalato per il freddo subito durante la cerimonia di insediamento come presidente) e morì poco più di un mese dopo l'entrata in carica. Per alcuni, se i Whig fossero stati maggiormente consci della debolezza del presidente Martin Van Buren, avrebbero probabilmente nominato Clay.
Alle elezioni presidenziali del 1844 Clay venne candidato dai Whig contro il democratico James K. Polk. Polk impostò una campagna elettorale aggressiva, in cui proponeva di annettere il Texas e tutto l'Oregon fino al parallelo 54°40', includendo territori controllati dall'Impero britannico (da cui lo slogan "Fifty-four forty or Fight": 54°40 o la lotta). Clay era contrario all'annessione del Texas, che secondo lui avrebbe spinto il Messico alla guerra e avrebbe rafforzato le posizioni degli Stati schiavisti.
L'opinione pubblica preferiva le idee di Polk, soprattutto negli Stati meridionali. Nonostante ciò, il risultato elettorale fu in bilico fino all'ultimo. A risolvere la partita furono i 36 grandi elettori dello Stato di New York, che andarono a Polk grazie ad un'esigua maggioranza di 5.000 voti. Il candidato dell'antischiavista Liberty Party, James Gillespie Birney, raccolse circa 15.000 voti in quello Stato, con ogni probabilità sottraendo voti soprattutto a Clay.
Dopo la vittoria di Polk, il presidente uscente John Tyler dichiarò che la maggioranza degli elettori si era espressa nel senso di annettere il Texas. Poiché quest'ultimo era uno Stato sovrano, sarebbe stato necessario che il Senato approvasse il trattato d'annessione con una maggioranza dei due terzi. Dal momento che tale quorum non sarebbe stato ottenuto, Tyler sollecitò il Congresso a procedere con una semplice risoluzione delle due Camere, che venne approvata a maggioranza semplice. I timori di Clay riguardo ad una guerra col Messico si rivelarono comunque fondati, in quanto l'annessione del Texas portò alla guerra messico-statunitense (1846-1848).
Infine, per le elezioni presidenziali del 1848 i Whig scelsero come candidato Zachary Taylor, un eroe della guerra contro il Messico, frustrando ancora una volta i tentativi Clay di diventare presidente.
Si può affermare che nel 1824 e nel 1832 Clay perse con larghi margini a causa della mancanza di una coalizione nazionale che lo sostenesse e per la maggiore organizzazione politica dei Democratici di Jackson. Nel 1844 i Whig avevano costruito un'organizzazione di consenso simile a quella dei Democratici, ma Clay stesso non riuscì ad entrare in sintonia con gli umori dell'elettorato, soprattutto a causa della scarsa popolarità al Sud delle sue idee su schiavitù e Sistema americano. Quando lo ammonirono a non prendere posizioni troppo nette contro la schiavitù e a non sostenere in maniera così forte il Sistema americano, si dice abbia affermato: "Preferisco avere ragione che essere Presidente!".

### Il Compromesso del 1850
Nel 1848, dopo aver perso la nomination del partito Whig, Clay si ritirò nella sua tenuta di Ashland, nel Kentucky. Nel 1849 venne nuovamente eletto al Senato, sempre per il Kentucky. Durante questo nuovo mandato, come Clay aveva predetto, si era riaccesa la contrapposizione sulla schiavitù tra gli Stati del Nord e quelli del Sud. La materia del contendere era sempre l'ammissione o l'esclusione della schiavitù in nuovi territori, in questo caso quelli appena conquistati al Messico. Ancora una volta, Clay aiutò a raggiungere un accordo, che gli storici hanno definito Compromesso del 1850. In esso si ammetteva la schiavitù nei territori del Nuovo Messico e dello Utah, ammettendo nel contempo la California come Stato libero. Il patto includeva una nuova legge sugli schiavi fuggitivi e bandiva il commercio di schiavi (ma non la schiavitù in sé stessa) nel Distretto di Columbia. Grazie a questo compromesso, la guerra civile venne evitata per altri undici anni.

### Gli ultimi anni
Clay continuò a sedere in Senato fino al 29 giugno 1852, quando morì a Washington, all'età di 75 anni. Per la prima volta, una camera ardente venne allestita in Campidoglio. È sepolto a Lexington, nel Kentucky. Sulla sua tomba è scritto: "Non conosco Nord, né Sud, né Est, né Ovest".